# Tom Scholz

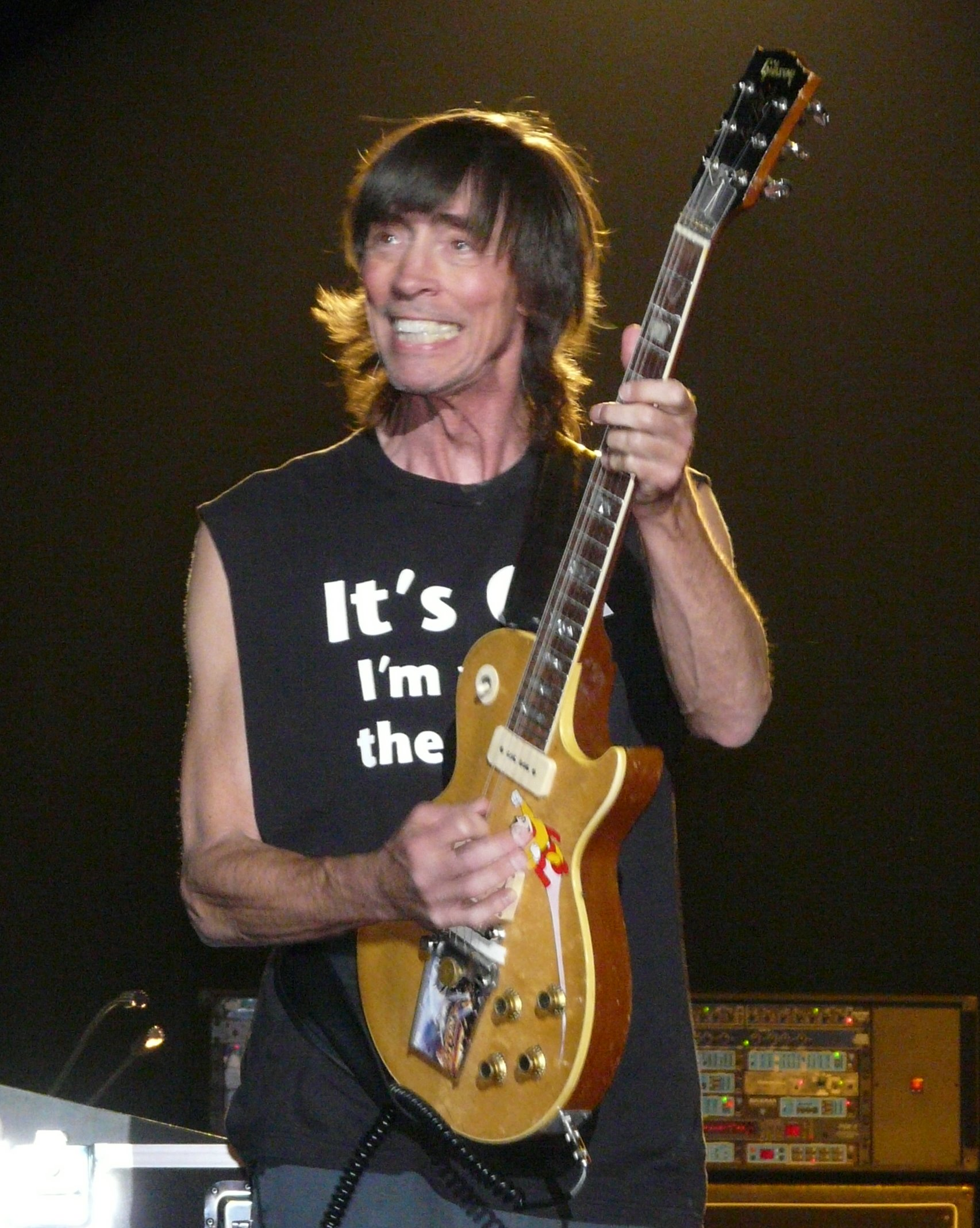
Tom Scholz (2008)

Donald Thomas „Tom“ Scholz (* 10. März 1947 in Toledo) ist ein US-amerikanischer Musiker, bekannt als Songwriter und Gitarrist der Rockband Boston.
Er ist auch Ingenieur und trat als Erfinder in Erscheinung, unter anderem für den Rockman-Verstärker.

## Werdegang
Als Kind lernte Scholz klassisches Piano. Vor seiner musikalischen Karriere studierte er am MIT Maschinenbau und schloss 1969 mit Bachelor, 1970 mit Master ab. Danach arbeitete er als Ingenieur bei Polaroid in Boston.
Die Vorgeschichte zu Boston begann 1969, als Scholz als Keyboarder der Band Mother’s Milk um den Gitarristen Barry Goudreau, den Sänger Brad Delp († 2007) und den Schlagzeuger Jim Masdea beitrat. Obwohl die Band nicht lange Bestand hatte, begann Scholz in seinem privaten Tonstudio in Wayland damit, eine Serie von Demotapes mit selbstgeschriebenen Songs aufzunehmen. Anfangs war er hauptsächlich Keyboarder und Techniker. Der erste Satz Kassetten fand wenig Anklang bei Plattenfirmen. Ein zweites Set, auf dem Tom Scholz mehr an der Gitarre zu hören war, führte bei Epic Records schließlich zu einem Plattenvertrag.
Scholz gab eine eigene Serie Gitarreneffekte heraus, die seinem persönlichen Gitarrenklang nachempfunden waren.

## Privatleben
Scholz ist Vegetarier und Unterstützer von PETA und Greenpeace. 1987 gründete er die DTS Charitable Foundation, die sich für Schutzprojekte für Mensch und Tier engagiert.
Mit seiner zweiten Frau lebt er in der Nähe von Boston. Aus seiner ersten Ehe hat er einen Sohn.